# Meta Stölken
Meta Stölken (* 1. August 1933 in Lübeck; † 25. März 2023 in Hamburg) war eine deutsche Politikerin der Freien Demokratischen Partei (FDP) und Mitglied der Hamburgischen Bürgerschaft.

## Leben
Meta Stölken war verheiratet und hatte zwei Kinder. Sie arbeitete von 1983 bis 1990 als Geschäftsführerin der Hamburgischen Landesvereinigung für Gesundheitserziehung e. V. und von 1990 als Leiterin der Landesvertretung Hamburg des Verbandes der Angestelltenkrankenkassen. 
Sie trat 1970 in die FDP ein. Sie war Kreisvorsitzende im Kreisverband Uhlenhorst-Hohenfelde, stellvertretende Landesvorsitzende und Mitglied im Bezirksvorstand.
Von 1987 bis 1993 war sie Mitglied der Hamburgischen Bürgerschaft. Dort war sie für ihre Fraktion unter anderem im  Ausschuss für die Gleichstellung der Frau und im Eingabenausschuss. Stölken wurde zwar 1993 wieder für die Wahl zur Bürgerschaft aufgestellt, aber ihre Partei schaffte den Sprung ins Parlament nicht.
Von 1981 bis 1990 war sie Mitglied des Beirats der Friedrich-Naumann-Stiftung. Von 1987 bis 1990 war sie Vorsitzender der Gesellschaft für die Freiheit – Freunde und Förderer der Friedrich-Naumann-Stiftung.